# لطع الفرج
لَطَعُ الفَرْج (بالإنجليزية: Kraurosis vulvae)‏ أو الحزاز التصلبي الفرجي (بالإنجليزية: vulvar lichen sclerosus)‏ (اختصارًا VLS)، هي حالة مرضيَّة جلدية تتميز بضمور وانكماش في جلد المهبل والفرج، وغالبًا ما تكون مصحوبة برد فعل التهابي مُزمن في الأنسجة العميقة.